# Mirian Silva da Paixão
Mirian Silva da Paixão (Riacho de Santana, 25 de fevereiro de 1982), conhecida simplesmente como Mirian, é uma futebolista brasileira equato-guineense que joga pelo Fortaleza como goleira.

## Carreira
Miriam fez parte da Seleção Guinéu-Equatoriana de Futebol Feminino na Copa do Mundo de Futebol Feminino de 2011. Ela foi titular em todas as três partidas que a Guiné Equatorial disputou na competição. As "Nzalang Nacional" acabaram perdendo todas as partidas que disputaram na primeira fase e, com isso, não se classificaram para a fase final da competição. Essa foi a única vez, até hoje, que a equipe disputou a competição. O elenco estava repleto de jogadoras brasileiras naturalizadas equato-guineense (9 no total) e uma investigação posterior da FIFA considerou "a Federação Guinéu-Equatoriana de Futebol responsável pelo uso de documentos falsos ou falsificados", proibindo-os de competir na Copa do Mundo de Futebol Feminino de 2019 e nos Jogos Olímpicos de Verão de 2020. Além disso, em 5 de outubro de 2017, a FIFA declarou Mirian e outras nove jogadoras brasileiras inelegíveis para jogar pela Guiné Equatorial.